# Gastón Aguirre
Gastón Damián Aguirre (11 de noviembre de 1981, Adrogué, provincia de Buenos Aires, Argentina) es un exfutbolista argentino. Jugaba como defensor central y su último equipo fue  San Martín de Burzaco de la Primera C de Argentina.
Aguirre es proveniente de las inferiores de Temperley. Debutó en ese club en 2000. Pasó por clubes como Olimpo, Newell's Old Boys (con el que ganó uno de sus títulos: Apertura 2004), San Lorenzo donde se convirtió en uno de los principales baluartes en 2008. Además fue campeón con la selección argentina Sub-23 en el año 2004.
La pesadilla de Gastón Aguirre comenzó en marzo de 2010, con una rotura del tendón de Aquiles que lo alejó siete meses de las canchas. Una vez recuperado, se lesionó una rodilla en un entrenamiento y se alejó de los terrenos de juego otra vez.
En abril de 2011 volvía a las canchas en un partido de reserva ante Unión de Santa Fe, y a sólo cinco meses de la operación, se volvió a resentir de los ligamentos cruzados. Finalmente, con más de un año de inactividad, el prestigioso defensor se disponía a regresar a las prácticas en noviembre de 2011 cuando la rodilla derecha rechazó el injerto y debió pasar otra vez por el quirófano.
Comenzó a entrenar otra vez en junio de 2012, pero a fin de ese mes se fue de San Lorenzo para jugar en Temperley, equipo en el que debutó y del cual es hincha fanático.
El 8 de junio de 2014, en una noche llena de emociones, logra ascender a la Primera B Nacional con el Club Atlético Temperley, siendo él, junto a Federico Crivelli, las figuras del flamante campeón del reducido.
El 24 de noviembre de 2014 en una noche histórica para el Gasolero logra ascender a la Primera A con el club de sus amores con una soberbia actuación en un cotejo duro en donde Temperley venció 3-1 a All Boys y volvió a la élite del fútbol argentino después de 27 años.
El 22 de abril de 2017, en la victoria 1 a 0 frente a San Lorenzo en el Estadio Nuevo Gasómetro, cumplió 200 partidos vistiendo la camiseta del “Celeste”.
En 2018 se suma al Club Social y Deportivo Tristán Suárez
El 7 de noviembre del año 2019 decidió retirarse del fútbol profesional, luego de disputar unos pocos partidos en San Martín de Burzaco en la Primera C. 
En agosto de 2020 Aceptó un nuevo ofrecimiento de San Martín de Burzaco en la Primera C para seguir jugando Profesionalmente
El 6 de julio de 2021 puso punto final a su carrera como futbolista, retirándose en San Martín de Burzaco.

## Clubes
| Club              | País      | Año         |
| ----------------- | --------- | ----------- |
| Temperley         | Argentina | 2000 - 2002 |
| Olimpo            | Argentina | 2002 - 2003 |
| Newell's Old Boys | Argentina | 2003 - 2007 |
| San Lorenzo       | Argentina | 2007 - 2012 |
| Temperley         | Argentina | 2012 - 2018 |
| Tristán Suárez    | Argentina | 2018 - 2019 |
| San Martin (B)    | Argentina | 2019        |
| San Martin (B)    | Argentina | 2020 - 2021 |

## Títulos
| Título                                 | Equipo                  | País      | Año  |
| -------------------------------------- | ----------------------- | --------- | ---- |
| Torneo Apertura                        | Newell's Old Boys       | Argentina | 2004 |
| Ascenso Primera B Nacional (Argentina) | Club Atlético Temperley | Argentina | 2014 |
| Ascenso Primera A (Argentina)          | Club Atlético Temperley | Argentina | 2014 |